# Хайле, Давид
Давид Хайле (англ. Dawit Haile, род. 10 июня 1987) — эритрейский шоссейный велогонщик.

## Карьера
Активно выступал в международных велогонках с 2007 по 2017 год. За это время отметился победами на этапах и подиумами на гонках Африканского тура UCI — Тур Эритреи, Тур Ливии, Тур Руанды, Тур дю Фасо, Круг Асмэры Помимо этого стартовал на таких гонках как Тур Марокко, Тур Алжира, Тропикале Амисса Бонго. Несколько раз участвовал на чемпионате Африки.
Дважды был участником Африканских игр. В 2007 году принял участие на Всеафриканских играх 2007 проходивших в городе Алжир (Алжир). А в 2015 году принял участие на Африканских играх 2015, проходивших в Браззавиле (Республика Конго).

## Достижения
2007
2-й на Тур Эритреи
6-й на Чемпионат Африки — групповая гонка
2008
2-й на Тур Эритреи
2009
2-й этап на Тур Эритреи
2010
3-й этап на Тур Ливии
5-й на Чемпионат Африки — групповая гонка
2014
3-й этап на Тур Руанды
2016
6-й этап на Тур дю Фасо
3-й на Круг Асмэры

## Рейтинги
| Год                 | 2008 | 2009 | 2010 | 2011 | 2012 | 2013 | 2014 | 2015  | 2016   | 2017   |
| ------------------- | ---- | ---- | ---- | ---- | ---- | ---- | ---- | ----- | ------ | ------ |
| Мировой рейтинг UCI |      |      |      |      |      |      |      |       | 1497-й | 2049-й |
| Африканский тур UCI | 81-й | -    | 42-й | 27-й | 98-й | -    | 82-й | 135-й | 101-й  | 167-й  |
|                     |      |      |      |      |      |      |      |       |        |        |
| Источник: UCI       |      |      |      |      |      |      |      |       |        |        |